# Mario de Sárraga
Mario de Sárraga Orviz (* 22. August 1980 in Oviedo, Spanien) ist ein ehemaliger spanischer Radrennfahrer. 

## Karriere
Seine internationale Karriere begann 2005 beim Radsportteam Naturino-Sapore di Mare. 2006 und 2007 fuhr für Relax-GAM Fuenlabrada und bestritt mit der Vuelta a España 2006 seine einzige dreiwöchigen Rundfahrt. Auf der zweiten Etappe attackierte er nach drei Kilometern und befand sich bis 30 Kilometer der insgesamt 176 Kilometer allein an der Spitze. Dadurch führte er drei Tage in der Bergwertung. Die Rundfahrt beendete er schließlich auf Platz 102. Zuvor errang er einen zweiten Etappenrang bei der Asturien-Rundfahrt.

## Teams
- 2005 Naturino-Sapore di Mare
- 2006 Relax-GAM Fuenlabrada
- 2007 Relax-GAM Fuenlabrada